# Liphistius thaleban
Liphistius thaleban är en spindelart som beskrevs av Peter J. Schwendinger 1990. Liphistius thaleban ingår i släktet Liphistius och familjen ledspindlar.
Artens utbredningsområde är Thailand. Inga underarter finns listade i Catalogue of Life.